# Saraswati Raju
Saraswati Raju, née en 1949, est une géographe indienne spécialiste de géographie du genre et postcoloniale. Elle est professeure de géographie à l'Université Jawaharlal-Nehru à Delhi (Inde).

## Biographie
Saraswati Raju est une géographe spécialiste de géographie sociale et postcoloniale qui a joué un rôle de premier plan dans l'introduction des études de genre dans la géographie indienne. Elle est professeure de géographie sociale au Centre for the Study of Regional Development (CSRD) de l'Université Jawaharlal-Nehru à New Delhi. Elle a publié des travaux reconnus internationalement sur les marginalisations liées au genre notamment dans le marché du travail et l'accès à l'éducation.
Elle est une des membres fondatrices de la commission Genre et Géographie de l'Union Géographique Internationale (UGI).
Elle est Trevelyan Fellowship en 1992 à l'Université de Durham (Royaume-Uni), Visiting Guest Professor à l'Université d'Heidelberg (Allemagne), en 2001, First Visiting Scholar en 2005 à l'Université d'Ottawa (Canada),, Fellowship under the ‘Thinker in Residence Program’ de l'Alfred Deakin Research Institute (ADRI) à l'université Deakin en 2013, Visiting Guest Professor DAAD à la Ruprecht Karls University d'Heidelberg en 2014.

## Travaux de recherche
Saraswati Raju travaille sur les questions de genre et de postcolonialisme en géographie. Elle porte un regard critique sur l'histoire de la discipline en analysant les courants de la géographie critique, de géographie du genre ou postcoloniale.
Par ailleurs, elle engage des recherches sur la place des femmes dans les villes indiennes notamment. Elle analyse dans ses premiers travaux par exemple les marginalités liées au genre sur le marché du travail indien, très segmenté, l'accès à l'alphabétisation, à l'éducation et aux compétences,  ou les significations sociales du voisinage urbain.
Elle s'intéresse par ailleurs à la question du déséquilibre du sex-ratio en Inde (mesuré à partir du recensement de 1991) et à ses conséquences, à la question des infanticides féminins. Ce travail a abouti à la création d'un atlas très critique sur la production et la cartographie des données et des problèmes éthiques posés par cette cartographie.
Elle s'intéresse alors à la production de discours et aux actions des institutions internationales et des ONG en faveur de l'empowerment des femmes et à leurs paradoxes.
Ses recherches plus récentes sont faites dans une logique d'intersectionnalité et s'intéressent à la place des femmes dans les villes et les espaces publics, aux accès au marché du travail, à l'espace domestique et à la question des femmes migrantes, montrant la perméabilité et le flou des frontières spatiales, sans que cela ne permette aux femmes de revendiquer et de contrôler davantage les espaces publics, leur accès étant toujours lié à leur positionnement dans les normes sociétales traditionnelles relatives aux stéréotypes de genre.

## Récompenses
- 2012 :  Distinguished Service Award for Asian Geography de l'Association of American Geographers.
- 2010 : Janice Monk Service Award  (2010) de l'American Association of Geographers[13].
- 2007 : Vice Chancellor's Visiting Award for Distinguished Professors, Australian National University, Canberra

## Principales publications

### Ouvrages
- (en) Women Workers in Urban India, Cambridge University Press, 2016 (ISBN 978-1-316-45962-1, DOI 10.1017/cbo9781316459621, lire en ligne)
- (en) Raju S. et Lahiri-Dutt K., Doing Gender, Doing Geography: Emerging Research in India, Londres, Routledge, 2011[14].
- (en) Raju S., Gendered Geographies: Space and Place in South Asia, Oxford University Press, 2011.
- (en) Raju S., Satish Kumar M., Corbridge S. (dir.), Colonial and Post-Colonial Geographies of India, Cambridge, Barnes and Noble, 2006[15].
- (en) Raju S., Atkins P., Kumar N. et al., Atlas of Women and Men in India, New Delhi, India, Kali for Women, 1999.
- (en) Raju S., Bagghi D. (dir.), Women and Work in South Asia : Regional Patterns and Perspectives, Londres, Routledge, 1993.

### Articles
- (en) Saraswati Raju et Alex Jeffrey, « Critical Geography », dans International Encyclopedia of Geography: People, the Earth, Environment and Technology, John Wiley & Sons, Ltd, 6 mars 2017 (ISBN 978-0-470-65963-2, DOI 10.1002/9781118786352.wbieg1045, lire en ligne), p. 1–7
- (en) Saraswati Raju, « The material and the symbolic: Intersectionalities of home-based work in India », Economic and Political Weekly 48(1),‎ 2013, p. 60-68 (lire en ligne)
- (en) Arpita Banerjee et Saraswati Raju, « Gendered mobility: Women migrants and work in urban India », Economic and Political Weekly 44(28),‎ 2009 (DOI 10.2307/40279264)
- (en) Saraswati Raju, M. Satish Kumar et Stuart Corbridge, « Colonial and Post-Colonial Geographies of India », Economic Geography, vol. 84, no 2,‎ avril 2008, p. 249–251 (DOI 10.1111/j.1944-8287.2008.tb00411.x, lire en ligne)
- (en) Saraswati Raju, « Thinking neoliberalism, thinking geography », City, vol. 12, no 3,‎ décembre 2008, p. 394–397 (ISSN 1360-4813 et 1470-3629, DOI 10.1080/13604810802479068, lire en ligne)
- (en) P. J. Atkins, J. G. Townsend, S. Raju et N. Kumar, « A geography of the sex ratio in India / Une géographie du sex-ratio en Inde », Espace, populations, sociétés, vol. 15, no 2,‎ 1997, p. 161–171 (ISSN 0755-7809, DOI 10.3406/espos.1997.1802, lire en ligne)